# Čađavica Donja (miasto Bijeljina)
Čađavica Donja (cyr. Чађавица Доња) – wieś w Bośni i Hercegowinie, w Republice Serbskiej, w mieście Bijeljina. W 2013 roku liczyła 577 mieszkańców.